# Brongniartia pringlei
Brongniartia pringlei är en ärtväxtart som beskrevs av Per Axel Rydberg. Brongniartia pringlei ingår i släktet Brongniartia och familjen ärtväxter. Inga underarter finns listade i Catalogue of Life.